# Vytautas Zigmas Vaitonis

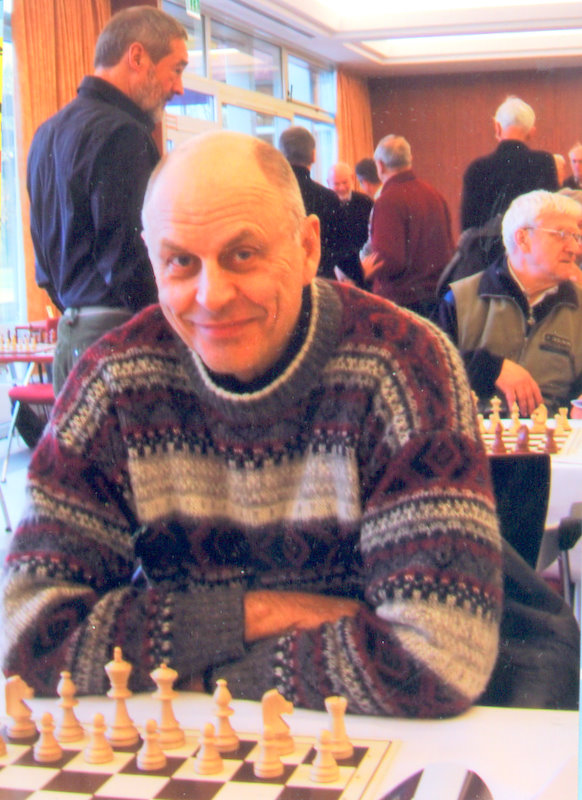
Vytautas Zigmas Vaitonis, 2010

Vytautas Zigmas Vaitonis (* 10. September 1942 in Raseiniai; † 30. Dezember 2020) war ein litauischer Schachspieler.

## Leben
Nach dem Abitur an der Mittelschule absolvierte Vaitonis 1965 das Diplomstudium an der Fakultät für Bauwirtschaft am Institut für Ingenieure des Kommunalbaus in Charkiw (Ukraine). Danach arbeitete er als Leiter der Planungsabteilung im Bautrest in Klaipėda und später als Lehrer in der Schule. Seit 1976 spielte er Schach. Er wurde zweimal litauischer Einzelmeister im Fernschach. Seit 2014 trug er den Titel Internationaler Fernschachmeister. 
Seine höchste Elo-Zahl im Nahschach betrug 2117 im April und Juli 2007, die höchste Elo-Zahl im Fernschach 2486 im Jahre 1996.
Am 30. Dezember 2020 teilte die litauische Schachföderation mit, dass Vaitonis im Alter von 78 Jahren verstorben sei.